# قلعه فیروزکوه
قلعه فیروزکوه مربوط به سدهٔ ۶ و ۷ ه.ق است و در فیروزکوه، مرکز شهر واقع شده و این اثر در تاریخ ۲۵ اردیبهشت ۱۳۸۰ با شمارهٔ ثبت ۳۸۳۱ به‌عنوان یکی از آثار ملی ایران به ثبت رسیده‌است.